# 中国科学院西双版纳热带植物园

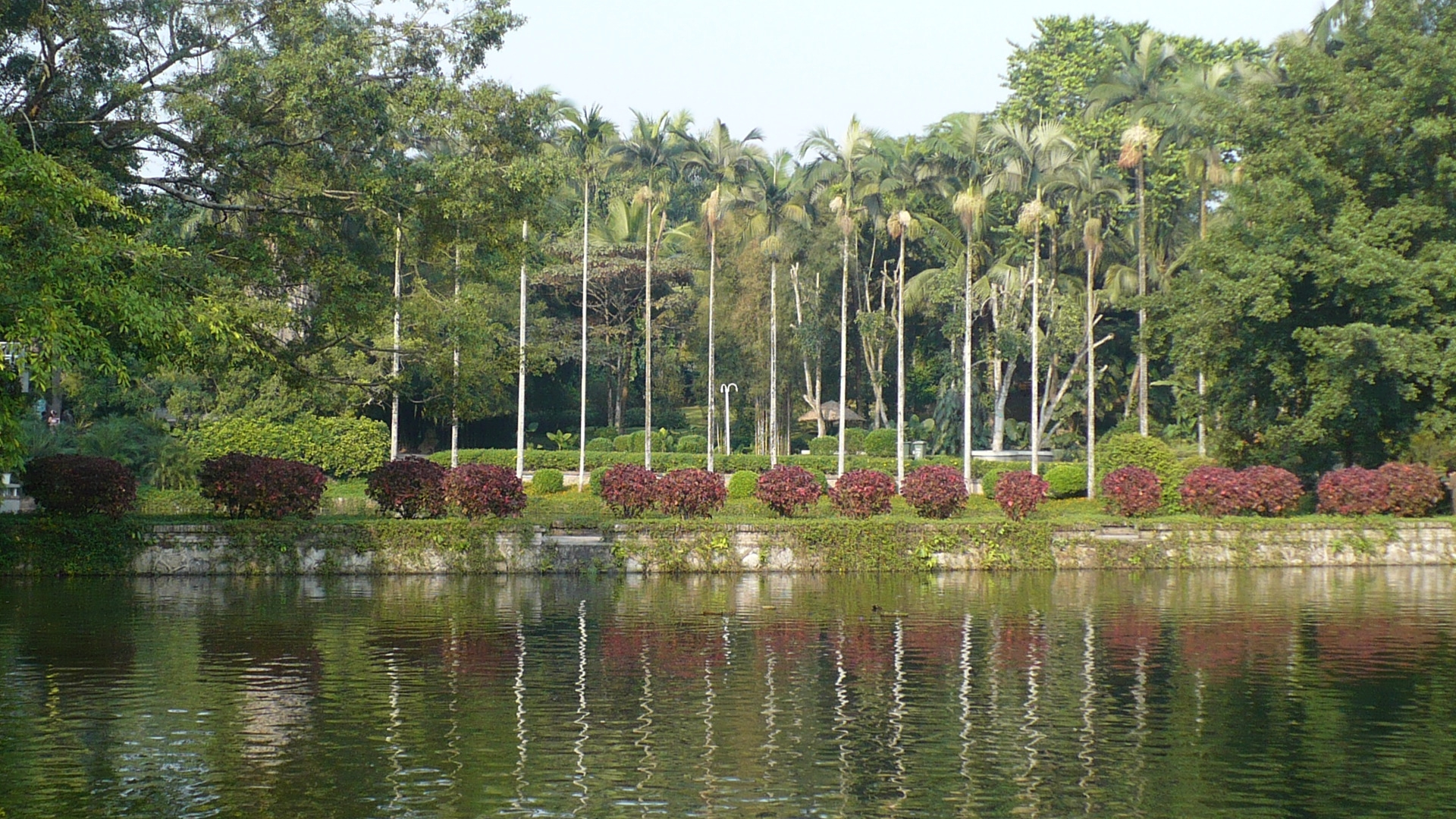
中国科学院西双版纳热带植物园

中国科学院西双版纳热带植物园（英語：XiShuangBanNa Tropical Botanical Garden, Chinese Academy of Sciences），位于云南省西双版纳傣族自治州勐腊县勐仑镇葫芦岛，从景洪市市区出发需乘车到达，為中华人民共和国国家5A级旅游景区，面积约900公顷。

## 历史
创建于1959年，由中国著名植物学家蔡希陶教授带领建造。园内保有大量热带雨林还有各种树木，例如槟榔、剑麻、竹子、王莲、神秘果等等。环境优美，有宾馆供游客住宿。
中国科学院西双版纳热带植物园是集科学研究、物种保存和科普教育为一体的综合性研究机构和国内外知名的风景名胜区。在云南省省会昆明市设有分部。版纳植物园收集有活植物12,000多种，建有38个植物专类区，保存有一片面积约250公顷的原始热带雨林，是中国面积最大、收集物种最丰富、植物专类园区最多的植物园，也是世界上户外保存植物种数和向公众展示的植物类群数最多的植物园。